# Tošihiko Ikemura
Tošihiko Ikemura (japonsko 池村俊彦), japonski ljubiteljski astronom, * okoli 1952.

## Delo
Je soodkritelj kometa 76P/West-Kohoutek-Ikemura
Po njem so poimenovali asteroid 6661 Ikemura.